# Traurige Tropen

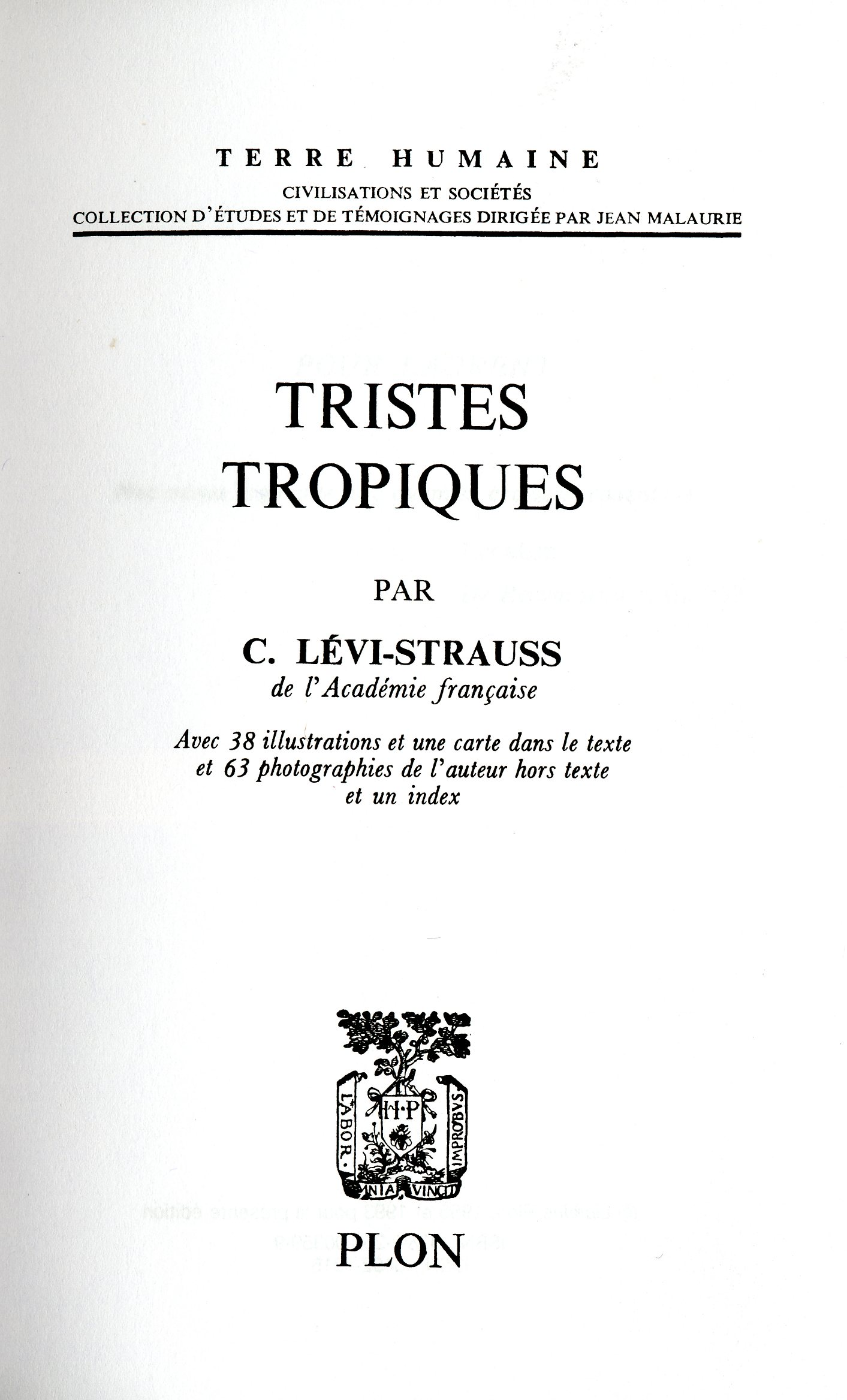
Verlagsumschlag der französischen Ausgabe (Terre humaine)

Traurige Tropen ist der deutsche Titel eines Reiseberichts des französischen Ethnologen und Soziologen Claude Lévi-Strauss über seine Reisen ins Innere Brasiliens in den Jahren zwischen 1935 und 1938. Das Buch wurde 1955 auf Französisch unter dem Titel Tristes Tropiques veröffentlicht und gilt als Programmschrift des Strukturalismus.

## Entstehungsgeschichte
In den Jahren 1935–1938 wurde Lévi-Strauss im Rahmen einer französischen Kulturmission als Gastprofessor für Soziologie an die neu gegründete Universität in São Paulo entsandt. Dort unterrichtete seine erste Frau Dina Dreyfus, mit der er zwischen 1935 und 1939 ausgedehnte ethnographische Forschungsreisen zu indigenen Völkern in den Mato Grosso und ins Amazonasgebiet unternahm. Constantin von Barloewen deutet die Abreise nach Brasilien als offene Rebellion gegen den berühmten Soziologen Émile Durkheim, dessen historische Empirie Lévi-Strauss zu theoretisch war. Er nahm den Ruf an, „um der Philosophie zu entfliehen“.
Mehr als 15 Jahre nach diesen Erlebnissen, im Jahr 1955, fand Lévi-Strauss Zeit für seinen Reisebericht, den er in nur vier Monaten zusammenstellte. Von seiner damaligen Frau Dina Dreyfus, die ihn auf den Reisen durch Brasilien begleitet und damit wesentlichen Anteil an dem Werk hatte, hatte er sich bereits 1939 getrennt. Er erwähnt sie nur ein einziges Mal in diesem Buch.

## Inhalt

### Gliederung
Die erste Hälfte des Buches beschreibt Anlass und Motivation der Reisen und ethnografischen Studien, dann die Anreise nach Südamerika und erste Eindrücke vom Land. Die zweite Hälfte schildert die Suche nach Indianerstämmen des brasilianischen Mato Grosso und enthält die Analyse ihrer Lebensbedingungen, Kultur und gesellschaftlichen Struktur. Im Fokus stehen die Völker der Caduveo (oder Kadiweu), der Bororo, der Nambikwara und der Tupi-Kawahib.
Abschließend setzt er sich kritisch mit der Rolle des Ethnologen und der Sichtweise der zivilisierten Welt auf primitive Völker und der Religion auseinander.

### Die Suche nach dem Ursprung
Zentrales Thema war für Lévi-Strauss die Auseinandersetzung mit dem Fremden, exemplarisch mit Völkern, die noch nie der uns bekannten Zivilisation begegnet waren. Die Konfrontation mit der Zivilisation führte zum Untergang der Eigenarten dieser Kulturen. Lévi-Strauss versuchte, die Ursachen dafür zu erforschen und in Selbstreflexion gleichzeitig seine Motive für die Suche nach dem Ursprünglichen, die schließlich scheitern sollte, zu eruieren.

„Was mich betrifft, so war ich auf der Suche nach dem, was Rousseau ‚die kaum merklichen Fortschritte der Anfänge‘ nennt, bis ans Ende der Welt gegangen. Hinter dem Schleier der allzu weisen Gesetze der Caduveo und der Bororo hatte ich meine Suche [...] fortgesetzt ... [dann] glaubte ich, diesen Zustand bei einer im Sterben liegenden Gesellschaft entdeckt zu haben [...] Doch sie war es, die sich mir entzog. Ich hatte eine auf ihren einfachsten Ausdruck reduzierte Gesellschaft gesucht. Die der Nambikwara war so einfach, daß ich in ihr nur den Menschen fand.“

### Die Entwicklung der Städte und Landschaften als Forschungsfeld
Lévi-Strauss beschreibt die Entwicklungsdynamik der urbanen Peripherie, wie sie sich von den großen Städten die Pionierzone immer weiter ins Innere von Brasilien schiebt. Somit finde sich am äußeren Rand noch ein embryonaler Zustand, eine im Entstehen begriffene Siedlung, während gleichzeitig die älteren Formen in stetigem Niedergang seien, bis sie zu „fossilen Städten“ (S. 103) würden, wenn die Böden ausgelaugt, die Erzlager erschöpft und die Umwelt verwüstet sei. Die Dörfer entstünden entlang der Verkehrswege und gingen mit ihnen unter. So habe zum Beispiel die Eisenbahnlinie die Ortschaften an den Flüssen „zugrunde gerichtet“ (S. 106). Die Namen der Städte seien oft willkürlich von einzelnen Personen oder Moden abgeleitet und wechselten zudem noch häufig (S. 105f.). Das Analysieren der Veränderungen der Städte und Landschaften sieht Lévi-Strauss als erweitertes Forschungsfeld für die Ethnografie: „Noch reizvoller aber als die Überreste mediterraner Traditionen zu verfolgen, war es, im Innern des Landes den seltsamen Formen nachzuspüren, die eine im Entstehen begriffene Gesellschaft förderte. Das Thema war zwar dasselbe, denn immer handelte es sich um Vergangenheit und Gegenwart, aber im Gegensatz zur ethnographischen Forschung klassischen Typs, die diese durch jene zu erklären sucht, war es hier die fließende Gegenwart, die uralte Etappen der europäischen Entwicklung zu rekonstruieren schien. Wie zur Zeit der Merowinger konnte man sehen, wie inmitten von Latifundien ein kommunales und urbanes Leben erwachte.“ (S. 102)

### Das Wachsen der Städte
In den 1930er Jahren lässt die Ansiedlungspolitik für ost- und mitteleuropäische Einwanderer in Paraná, einem brasilianischen Bundesstaat südlich von São Paulo, viele neue, schnell wachsende Städte entlang einer Eisenbahnlinie entstehen. In ihnen glaubt Lévi-Strauss die Entwicklung von Armut und Reichtum vorhersehen zu können, denn der Raum, in dem sich die Stadt entfalte, besitze „seine eigenen Werte“. So entwickle sich die Stadt immer von Ost nach West. Die östlichen Teile verfallen mit der Zeit in Armut. Das liege daran, dass in der Stadt wie in einem Mikroskop die unbewussten Verhaltensweisen kollektiv vergrößert wirkten.
„Obwohl es die komplexeste und raffinierteste Form der Zivilisation darstellt, […] häufen sich im Schmelztiegel der Stadt unbewusste Verhaltensweisen, die jeweils zwar verschwindend gering sind, jedoch aufgrund der Vielzahl der Individuen, welche sie an den Tag legen, große Wirkung zeitigen können.“ (S. 113)
Die Stadt entwickle sich kollektiv unbewusst und ähnele damit der Kunst, die allerdings individuell unbewusst sei.
„Es ist also nicht nur in einem metaphorischen Sinn, dass man – […] – die Stadt mit einer Symphonie oder einem Gedicht vergleichen kann; diese Dinge sind gleicher Natur. Noch kostbarer vielleicht, liegt die Stadt an der Grenze zwischen Natur und Künstlichkeit. […] Sie ist sowohl Naturobjekt als auch Kultursubjekt; Individuum und Gruppe; Erlebnis und Traum: das Menschliche schlechthin.“ (S. 114)

### Menschenmassen in Asien
In den Kapiteln Menschenmassen und Märkte steht der Vergleich zwischen dem amerikanischen und dem asiatischen Kontinent in Bezug auf die sozialen Beziehungen im Mittelpunkt, „der radikale Gegensatz zwischen den menschenleeren Tropen und den überbevölkerten Tropen.“ (135) Für Lévi-Strauss verändert die hohe Bevölkerungsdichte des asiatischen Kontinents das gesellschaftliche Leben vollkommen. Während auf dem amerikanischen Kontinent „die Beziehungen der Menschen untereinander“, verglichen mit Europa, „keine neuen Formen an[nehmen]“ (126), erscheint in Asien „das tägliche Leben als permanente Zurückweisung des Begriffs der menschlichen Beziehungen“ (126), „alle Ausgangssituationen, welche die Beziehungen zwischen Personen definieren, sind verfälscht, die Regeln des sozialen Spiels verdorben“ (127).
So sei es zum Beispiel in Asien üblich, alles Mögliche zu versprechen, was nicht gehalten werden kann, und damit „zwingt man dich, dem Anderen im vornherein sein Menschsein abzusprechen, das auf Ehrlichkeit, Vertragstreue und der Fähigkeit beruht, Verpflichtungen einzugehen“ (126). Ebenso sei die Bettelei ein weit verbreitetes Übel, das die Beziehungen zwischen den Menschen verfälsche. Das Elend werde nicht als politisches Problem, zum Beispiel als Klassengegensatz wahrgenommen, sondern als individuelles Schicksal. „Das Hinnehmen einer gegebenen Situation ist […] total.“ (126) „Der Abstand zwischen äußerstem Luxus und äußerstem Elend sprengt die Dimensionen des Menschen.“ (128). Auch die Unterwürfigkeit der Dienstboten vor allem gegenüber Europäern hält Lévi-Strauss für entwürdigend. „Dauernd streichen sie um dich herum und lauern auf einen Befehl.“ (129) „Sie wollen […] nicht gleich sein.“ (127)
Das „Problem der großen Zahl [der Menschen]“ (141) schränke die Freiheit des Individuums ein. Denn Freiheit sei „das Ergebnis einer objektiven Beziehung zwischen dem Individuum und dem Raum, den es einnimmt, zwischen dem Verbraucher und den Ressourcen, über die er verfügt.“ (140) Auf engem Raum sei die Freiheit schwer zu erlangen. Das Kastensystem in Indien betrachtet Lévi-Strauss als gescheiterten Versuch, in einer großen Menschenmasse so zusammen zu leben, dass „sich alle als Menschen, aber als anders erkennen“ (141). Die Beengung des Menschen auf kleinstem Raum berge die Gefahr, dass Ideologien entstünden, die Gruppen von Menschen vom Menschsein ausschließen, damit wieder mehr Platz für die Verbliebenen entstehe, bis das Bevölkerungswachstum die Ausgrenzung weiterer Gruppen notwendig mache. Lévi-Strauss sieht diese Entwicklung auch in Europa, „denn jene systematische Abwertung des Menschen durch den Menschen breitet sich immer weiter aus […] (142).“ „Was mich in Asien erschreckt, ist das Bild unserer eigenen, von ihm vorweggenommenen Zukunft. Im indianischen Amerika liebe ich den selbst dort flüchtigen Widerschein eines Zeitalters, in dem sich der Mensch auf der Höhe seines Universums befand und in dem ein adäquates Verhältnis zwischen der Ausübung der Freiheit und ihren Zeichen bestand.“ (142)

### Die Caduveo
siehe auch Kadiweu

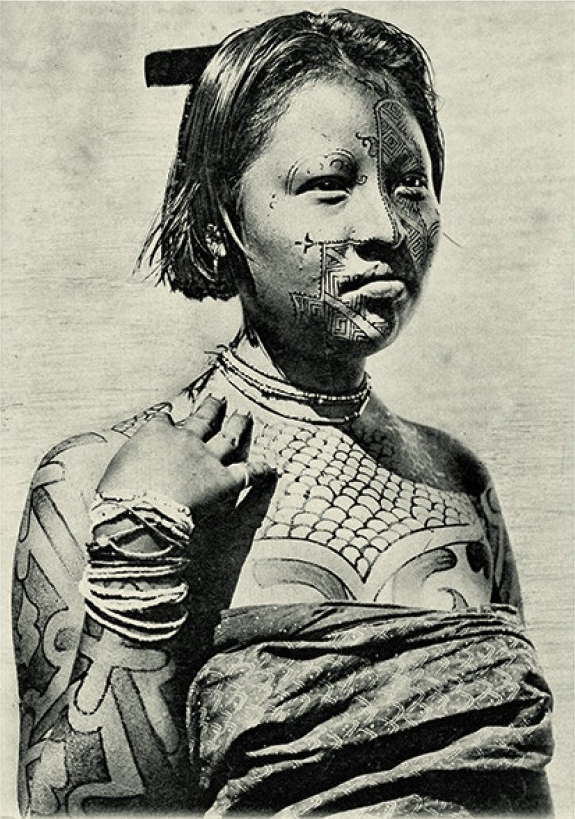
Kadiweu-Frau 1892

Fünfter Teil des Buches mit folgenden Unterkapiteln (Kapitelnummer in römischen Ziffern):
- XVII  Paraná
- XVIII Pantanal
- XIX   Nallike
- XX    Eine Eingeborengesellschaft und ihr Stil

Die Caduveo sind ein indigenes Volk, das heute in vier Dörfern in einem Reservat zwischen der Serra da Bodoquena und dem Rio Aquidabán lebt.
Lévi-Strauss’ Interesse gilt der gesellschaftlichen Struktur und der Kunst des Stammes und insbesondere der Beziehung zwischen beiden. An der Spitze der Gesellschaft stehen die Adligen, die dies entweder aufgrund von Geburt oder Verdienst sind. Danach kommen die Krieger. Die untere Kaste bilden die Sklaven, die in der Regel anderen Völkern angehören (S. 169).
„Die Gesellschaft zeigte sich allen Gefühlen abhold, die sie für natürlich halten; so empfanden sie einen tiefen Abscheu vor dem Zeugen von Kindern. Abtreibung und Kindsmord waren an der Tagesordnung …“ (ebd.). Kinder wurden stattdessen von anderen Stämmen geraubt. Die gleiche Abneigung gegen das Natürliche zeige sich auch darin, dass die Caduveo sich zu besonderen Anlässen immer bemalten. Nur Tiere bemalten sich nicht. „In der Gesichtsmalerei wie in der Abtreibung und im Kindsmord brachten die Mbaya ihren Abscheu vor der Natur zum Ausdruck.“ (S. 179)
Die Kunst der Caduveo sei „von einem Dualismus gekennzeichnet: dem zwischen Männern und Frauen, wobei die einen Bildhauer, die anderen Malerinnen sind; die ersten pflegen einen trotz aller Stilisierungen darstellenden und naturalistischen Stil, während sich die zweiten einer abstrakten Kunst widmen.“ (ebd., S. 181) Der Ethnologe analysiert in der Folge die dualistischen Prinzipien im Aufbau der abstrakten Formen, die dann im Kontrast zur Dynamik der Produktion stehen, die die „Dualität auf allen Ebenen [überschneidet]“ (ebd., S. 183). Dadurch werden sehr komplexe Muster von Symmetrie im Kleinen und Asymmetrien in der Gesamtkomposition erzeugt.
Typisch für Lévi-Strauss ist es, dass er darüber hinausgehend versucht, eine Beziehung zwischen der gesellschaftlichen Struktur und den Zeichensystemen (den Codes) herzustellen, die sich auf die gesellschaftliche Wirklichkeit beziehen. So sei der Stil in der Kunst eine Auseinandersetzung mit der eigentümlichen sozialen Struktur des Volkes: Er glaubt, dass man „die graphische Kunst der Caduveo-Frauen, ihre geheimnisvolle Verführungskraft und ihre auf den ersten Blick grundlose Kompliziertheit als die Phantasie einer Gesellschaft deuten und erklären [muss], die mit ungestillter Leidenschaft nach Mitteln sucht, die Institutionen symbolisch darzustellen, die sie hätte haben können, wenn ihre Interessen und ihr Aberglaube sie nicht daran gehindert hätten. […] Hieroglyphen, die ein unerreichbares goldenes Zeitalter beschreiben, das sie, in Ermangelung eines Codes, in ihrem Schmuck preisen und dessen Geheimnisse sie zur gleichen Zeit enthüllen wie ihre Nacktheit.“ (S. 188f.)

### Die Bororo
Sechster Teil des Buches mit folgenden Unterkapiteln:
- XXI Gold und Diamanten
- XXII Gute Wilde
- XXIII Die Lebenden und die Toten

Als Lévi-Strauss auf die Bororo-Kultur traf, war sie noch weitgehend intakt bis auf den Einfluss der Missionare vom Orden der Salesianer. Zum einen verdanke man diesem Orden die besten ethnologischen Quellen über den Stamm, zum anderen aber hätten die Missionare versucht, „die Eingeborenenkultur systematisch auszurotten“ (S. 208). Trotzdem sei noch so viel von ihr vorhanden, dass sie „den Forscher aus der Fassung bringt“ (S. 206).
Religiöse Gesänge

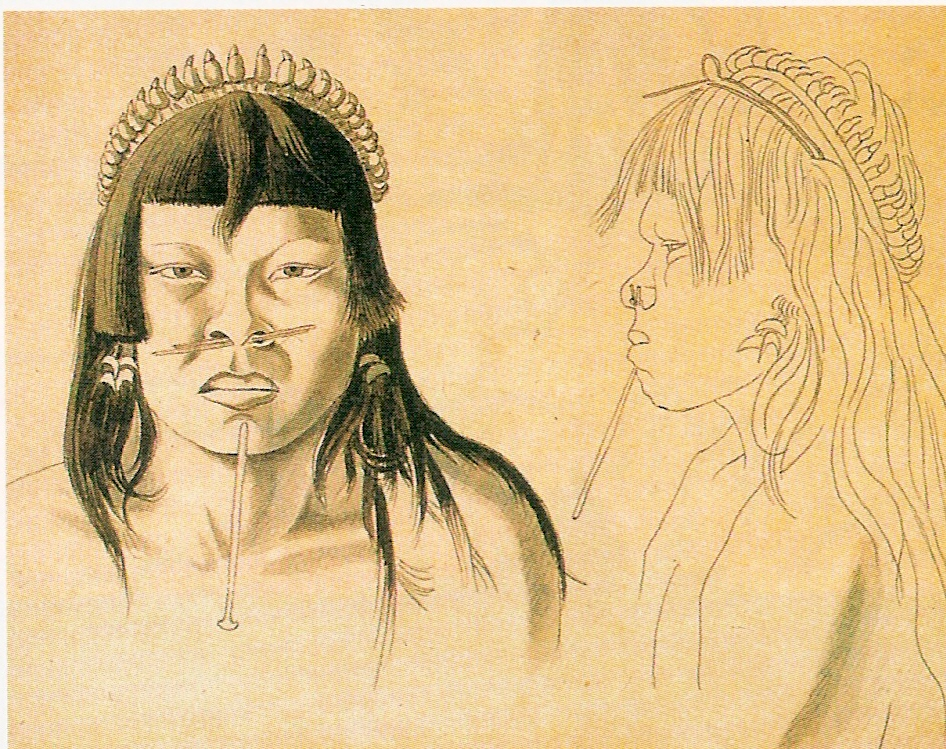
Bororo

Die Nächte der Eingeborenen sind für das religiöse Leben reserviert. Es gibt die ganze Nacht Gesang, der durch Kürbisrasseln begleitet wird. Die Gesänge dienen dazu, den Geist der bei der Jagd erlegten Tiere zu besänftigen, damit sie gegessen werden können.
Schmuck
Die Eingeborenen legen sehr großen Wert auf Schmuck. „Die Frauen besitzen wahre Juwelenschreine ...“ (S. 218).
Die Männer tragen für rituelle Zwecke aufwändige Federkronen auf dem Kopf, die bis zu zwei Meter hoch sein können.
Siedlungsstruktur und Clans

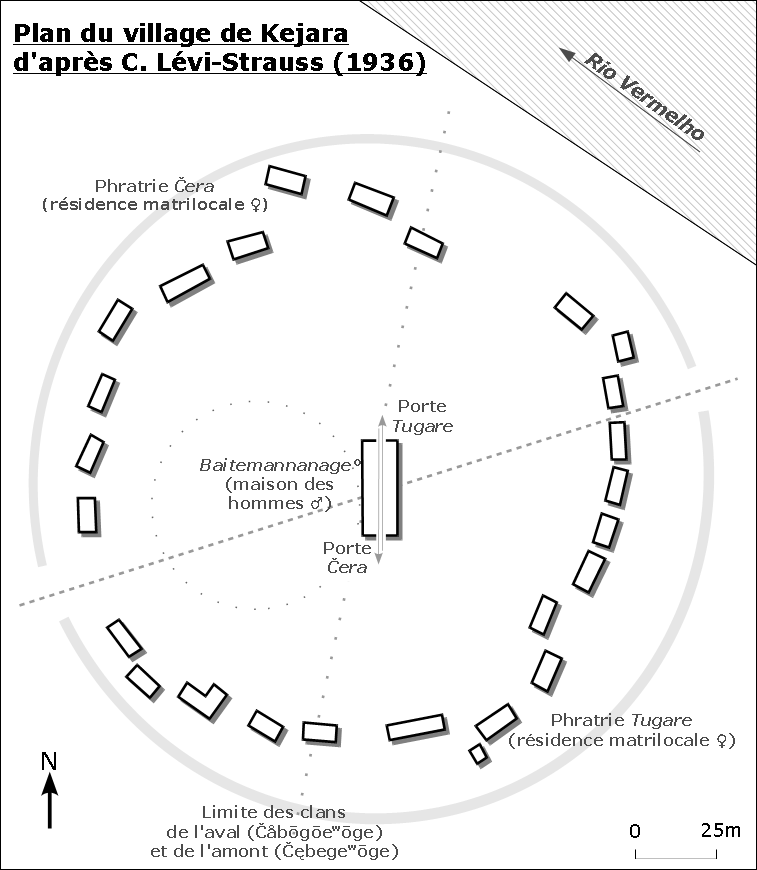
Anlage der Siedlung

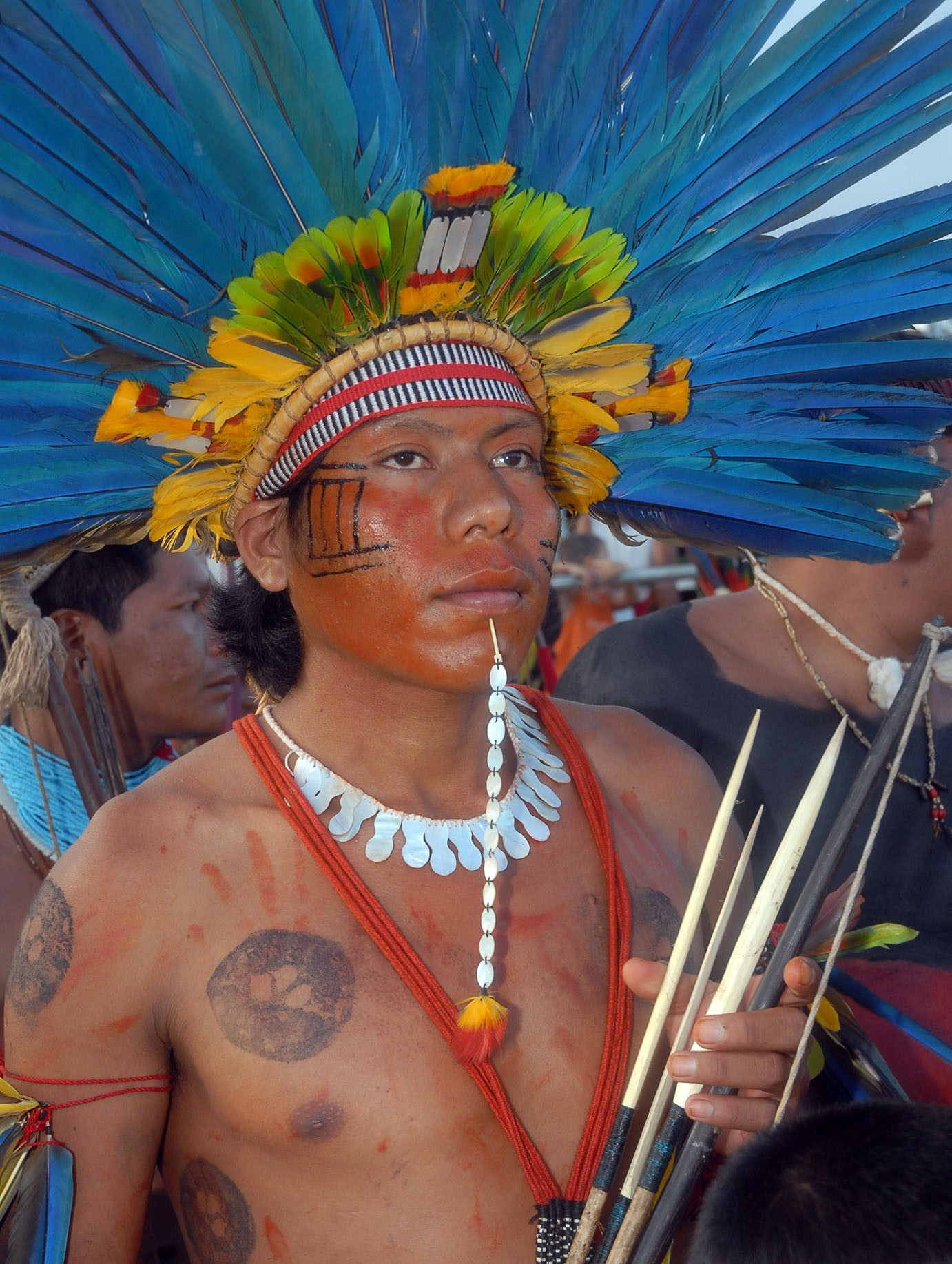
Kopfschmuck der Bororo-Männer

Der Autor erforscht das Dorf Kejara der Bororos. Die Siedlung ist kreisförmig angelegt und ähnelt einem Wagenrad. 26 genau gleiche Hütten befinden sich in gleichem Abstand in der Kreisperipherie. In der Mitte steht das deutlich größere Männerhaus, in dem die Junggesellen schlafen und das für Frauen verboten ist. Tagsüber ist es der Versammlungsort für die Männer. Die Kreisperipherie mit den Familienhäusern ist in zwei Hälften gegliedert. Diese Gliederung bestimmt die Besitzverhältnisse und die Heiratsregeln. Die Frauen besitzen die Hütten der Peripherie, die Kinder werden dem Ortsteil zugeordnet, zu dem die Mütter gehören. Die Männer müssen immer Frauen aus der anderen Hälfte des Dorfes heiraten und ziehen dann in die Hütten ihrer Ehefrauen. Die Hälften sind auch für das soziale Leben und religiöse Rituale wichtig. Stets sind bei kultischen Akten Mitglieder beider Hälften beteiligt. Hilft jemand dem Mitglied einer Hälfte, so muss das durch eine Dienstbarkeit von jemandem vom anderen Teil des Stammes ausgeglichen werden. Außerdem gehört jeder Bewohner zu einem bestimmten Clan mit Untergruppen. Es gibt dabei „reiche“ und „arme“ Clans. Teilweise beruht diese Unterscheidung auf dem unterschiedlichen Erfolg bei der Jagd oder auf beruflicher Spezialisierung. Zum anderen besitzt jeder Clan einen Schatz an Mythen, Traditionen, Tänzen und Privilegien, die nur ihm gehören. Alle vom Stamm hergestellten Gegenstände tragen das Wappen des Clans, dem sie gehören. Dieses System wurde durch die Umsiedlung in Dörfer anderer Struktur durch die Missionare und den Rückgang der Stammesgröße aufgelöst und die Eingeboren „verlieren [darüber hinaus] schnell den Sinn für Traditionen“ (S. 212).
Das Männerhaus
Das Männerhaus hat eine zentrale Bedeutung im Leben des Dorfes. Es ist Mittelpunkt des sozialen und religiösen Lebens und der religiösen Handlungen (zum Beispiel beim Drehen von Schwirrhölzern). Den Autor erstaunt die „Unbefangenheit angesichts des Übernatürlichen“ (S. 211), die es den Eingeborenen möglich macht, völlig übergangslos zwischen religiösen und alltäglichen Akten zu wechseln.
Die Lebenden und die Toten
„Nur wenige Völker sind so tief religiös wie die Bororo, nur wenige haben ein so ausgeklügeltes metaphysisches System“ (S. 120f.). Das Religiöse ist die Domäne der Männer. Deshalb werden rituelle Tänze und Zeremonien im Männerhaus vorbereitet oder in Abwesenheit der Frauen geübt. Frauen nehmen mehr Rollen von Zuschauern ein, während Männer im Ritual Lebende, Tote und Götter inkarnieren. In diesen religiösen Übungen werden Verbindungen zwischen der physischen und sozialen Welt und zwischen den Lebenden und Toten hergestellt oder symbolisiert. Zwei besondere Charaktere innerhalb der Dorfgemeinschaft sind für die Beziehungen verantwortlich: zum einen der Priester als „Herr des Seelenwegs“. Er steht in Verbindung mit den Seelen der Totenwelt, die ihm im Traum erscheinen. Für die Lebenden ist er ein Heiler. Auf der anderen Seite gibt es den Zauberer, den bari, der eine Inkarnation eines (meist bösen) Geistes ist. Er erhält einen Anteil an der Jagdbeute und bewirkt im Gegenzug den Schutz des Geistes. Die Zauberer vermitteln zwischen der physischen und sozialen Welt. Stirbt ein Mitglied der Gemeinschaft, so steht die Natur in der Schuld des Stammes und muss dafür einen Ausgleich schaffen, indem der Stamm ein Tier erlegen darf. Nach Auffassung von Lévi-Strauss dient dieses komplizierte metaphysische System nur dazu, „die realen Beziehungen, die zwischen den Lebenden und den Toten bestehen, auf der Ebene des religiösen Denkens zu verbergen, zu beschönigen und zu rechtfertigen“ (S. 137).

### Die Nambikwara
Siebter Teil des Buches mit folgenden Unterkapiteln:
- XXIV Die verlorene Welt
- XXV Im Busch
- XXVI An der Telegrafenlinie
- XXVII Familienleben
- XXVIII Schreibstunden
- XXIX Männer, Frauen, Häuptlinge

Aufgrund der nomadischen Lebensweise bildet das Paar das Fundament der sozialen Struktur der Nambikwara. Paare schließen sich Horden an, die sie aber auch wieder verlassen, wenn sie im Niedergang sind.
Die Männer der Nambikwara sind Jäger und Gärtner, die Frauen Sammlerinnen. Am Tag gehen die Männer zur Jagd (oft verwenden sie dabei das Pflanzengift Curare) und die Frauen ziehen mit den Kindern durch das Buschland und sammeln mit dem Grabstock alle Nahrung ein, die sie unterwegs finden können. Die sammelnde Tätigkeit der Frauen gilt gegenüber der Jagd als minderwertig.
Das Leben der Nambikwara wird durch den Gegensatz von Regen- und Trockenzeit geprägt. In der Regenzeit sind sie sesshaft und leben hauptsächlich von der Landwirtschaft. In dieser Zeit gibt es gewöhnlich reichlich Nahrung und der Mann dominiert den Nahrungserwerb. Während der siebenmonatigen Trockenzeit gehen die Familien zur nomadischen Lebensweise über und kämpfen oft ums Überleben. Die Familie lebt dann hauptsächlich von der Sammeltätigkeit der Frau. Während der langen Märsche trägt die Frau in einer Kiepe mit Stirnband die ganze Habe der Familie, während der Mann oft nur mit Pfeil und Bogen unterwegs ist.
Obwohl die Nambikwara vom Grundsatz her monogam sind, hat der Häuptling das Privileg, mehrere Frauen zu besitzen (siehe begrenzte Polygynie). Dabei ist seine älteste Frau – wie bei den anderen Familien – für die Organisation des Haushalts und die Erziehung der Kinder zuständig. Die anderen Frauen sind meist jünger, mehr die Gespielinnen des Häuptlings und von normalen Haushaltspflichten entbunden. Sie sind quasi die Entschädigung für die Führung des Stammes durch den Häuptling. Aufgrund der geringen Größe der Horde entsteht für andere heranwachsende junge Männer das Problem, dass Frauen im heiratsfähigen Alter knapp werden. Deshalb ist es üblich, dass junge Männer homosexuelle Beziehungen zu ihren Kreuzcousins eingehen, die Liebeslügen genannt werden (ebd., S. 310).

Auch im religiösen System der Nambikwara gibt es einen bedeutenden Unterschied zwischen Männern und Frauen: 

„Nach dem Tod verkörpern sich die Seelen der Männer in Jaguaren, die der Frauen und Kinder hingegen werden in die Atmosphäre getragen, wo sie sich für immer auflösen.“

### Die Tupi-Kawahib
Achter Teil des Buches mit folgenden Unterkapiteln:
- XXX Im Einbaum
- XXXI Robinson
- XXXII Im Wald
- XXXIII Das Dorf der Grillen
- XXXIV Die Farce des Japim
- XXXV Amazonien
- XXXVI Seringal

Erste Berichte über den Stamm gibt es von Cândido Rondon. Später hat Curt Unckel (oder auch nach dem Eingeborenennamen Nimuendajú genannt) das Volk erforscht und wird von Lévi-Strauss mit Respekt erwähnt (S. 330). Lévi-Strauss konnte etwa 20 Clans identifizieren, die zu diesem Stamm gehören. Er besuchte das Dorf der Grillen, das am Igarapé do Leitão, einem rechten Nebenfluss des Rio Machado, lag. Es wurde 1938 noch von sechs Frauen, sieben Männern und drei kleinen Mädchen bewohnt, die mindestens dreizehn Jahre lang keinen Kontakt zur Außenwelt hatten. Zum Zeitpunkt der Ankunft des Ethnologen hatte sich der Häuptling entschlossen, das Dorf aufzulösen und sich der Zivilisation anzuschließen.
Siedlungsstruktur
Das Dorf der  Tupi-Kawahib bestand aus vier quadratischen Hütten, die in einer künstlichen Lichtung lagen und parallel zu einem Bach angeordnet waren. Nur noch zwei der Häuser waren bewohnt. Die Eingeborenen schliefen in Hängematten. Die Gebäude hatten die Form eines Pilzes und die doppelseitigen Dächer waren mit Palmwedeln bedeckt. Die Wände bestanden aus Palmstämmen, die in den Boden gerammt wurden. Dazwischen gab es Schießscharten. Die äußeren Wände waren mit Zeichnungen in rot und schwarz bedeckt, die verschiedene Tiere darstellten. Nach Auffassung von Lévi-Strauss waren diese Häuserformen zwar Tradition für den Stamm, aber völlig verschieden von denen der benachbarten Stämme.
Wirtschaftliche Grundlage
Die Eingeborenen pflanzen Maniok, Mais, Kartoffeln, Pfefferschoten, Jamswurzeln und eine Waldgrasart als Getreide an. Auf der Jagd erlegen sie Hirsche und Tapire, mit deren Knochen sie sich auch schmücken. Als Getränk dient ihnen cahouin, ein Chicha-Gebräu aus Mais, das mit der Spucke der jungen Mädchen angereichert wird, um die Fermentierung zu beschleunigen.
Kleidung
Die Frauen trugen einen Lendenschurz und eng geschnürte Bänder um Hand- und Fußgelenke, dazu Halsketten aus Tapirzähnen und Hirschknochen. Die Männerkleidung bestand nur aus einem konischen Penisbeutel.
Familienstrukturen
Der Häuptling hat quasi ein Monopol über die Frauen. Fast alle Frauen, die nicht mit ihm verwandt sind, sind mit ihm verheiratet. Die Hauptfrau des Häuptlings hat dabei das Privileg, ihn auf seinen Wanderungen zu begleiten. Durch das polygame Vorrecht des Häuptlings kommt es allerdings zu einer Frauenknappheit im Stamm, die dadurch kompensiert wird, dass er „seinen Gefährten und den Fremden Frauen ausleiht“ (S. 351). Darüber hinaus gibt es auch das Levirat, bei dem ein Bruder die Frau seines Bruders bei dessen Tod erbt. Des Weiteren gibt es auch fraternale Polyandrie, bei der sich verwandte Männer eine Frau teilen.

### Strukturalismus als Methode des Ethnologen
Das Buch bringt die strukturalistische Denkweise, die Lévi-Strauss in seinen ethnologischen Studien zugrunde legt und die die strukturale Anthropologie begründet, auf den Punkt: „Die Gesamtheit der Bräuche eines Volkes ist stets durch einen Stil gekennzeichnet; sie bilden Systeme. Ich bin davon überzeugt, dass die Anzahl der Systeme begrenzt ist und dass die menschlichen Gesellschaften […] niemals absolut Neues schaffen, sondern sich darauf beschränken, bestimmte Kombinationen aus einem idealen Repertoire auszuwählen. […] Würde man das Inventar aller Bräuche […] [erstellen], so erhielte man schließlich eine Art periodischer Tafel ähnlich derjenigen der chemischen Elemente, in der sich alle realen und auch möglichen Bräuche zu Familien gruppieren würden, so dass man nur noch herausfinden brauchte, welche von ihnen die einzelnen Gesellschaften tatsächlich angenommen haben.“ (S. 168f.)

### Religionskritik
Thematisch verankert im neunten Teil des Buches  (Die Rückkehr) mit folgenden Unterkapiteln:
- XXXIX Taxila
- XL Besuch im Kyong (Schlusskapitel, Kyong liegt im heutigen Myanmar)

„Die Menschen haben drei große Versuche unternommen, um sich von der Verfolgung der Toten, der Boshaftigkeit des Jenseits und den Ängsten der Magie zu befreien. In einem Abstand von etwa einem halben Jahrtausend haben sie nacheinander den Buddhismus, das Christentum und den Islam konzipiert; und es fällt auf, dass jede dieser Etappen in bezug auf die vorherigen keinen Fortschritt, sondern einen Rückschritt bedeutet.“ (S. 405) Claude Lévi-Strauss kommt zu dem Schluss, dass zwar der Islam, als letztentstandene Religion, „die entwickeltste Form des religiösen Denkens“ (S. 404f.) darstelle, aber auch die „beunruhigendste von allen dreien“ (S. 405) sei. Der Islam „scheint eine Methode zu sein, im Kopf des Gläubigen unüberwindliche Konflikte zu schaffen, aus denen man sie dann nur retten kann, dass man ihnen Lösungen von sehr großer (jedoch zu großer) Einfachheit anbietet. Mit der einen Hand stößt man sie an den Rand des Abgrunds, mit der anderen hält man sie zurück“ (S. 398f.) So gehöre z. B. das Verschleierungsgebot und die strikte Trennung von Männern und Frauen oder das Gebot, nicht mit der unreinen Hand zu essen, zu den Lösungen für Konflikte, die erst die Religion schaffe. Das Christentum könne eine Versöhnung zwischen der auf Segregation bezogenen Grundhaltung des Islams und den Verschmelzungstendenzen des Buddhismus darstellen. Allerdings komme das Christentum dafür historisch zu früh. Lévi-Strauss’ Religionskritik ist durch seine tiefgreifende Skepsis bezüglich des Sinns religiöser Vorstellungen bestimmt. „So wie die religiösen Vorstellungen und der Aberglaube schwinden, wenn man die realen Beziehungen zwischen den Menschen ins Auge fasst, so weicht die Moral vor der Geschichte, machen die fließenden Formen Strukturen Platz, und die Schöpfung dem Nichts“ (S. 410). Zielpunkt der Entwicklung ist für ihn, den Gegensatz von Sein und Wissen zu überwinden, eine Einstellung, die er schon beim Buddhismus realisiert sieht und die in den späteren Religionen wieder verloren gehe.

## Würdigung
Das Buch fand nach seiner Veröffentlichung ein weitgehend zustimmendes Echo. Georges Bataille, Michel Leiris und Maurice Blanchot schrieben positive Rezensionen. Die Literaturkritikerin Susan Sontag nennt das Buch ein Meisterstück und zählt es zu den wichtigsten Büchern des 20. Jahrhunderts. In der ZEIT-Bibliothek der 100 Bücher der ZEIT zählt es zu den 100 wichtigsten Büchern aller Zeiten, in der Zeitung Le Monde zu den 100 Büchern des 20. Jahrhunderts.
Auf das Werk von Georges Devereux hat das Buch einen großen Einfluss. Devereux rechnet Traurige Tropen zu den drei Werken, „die [zu den] einzigen mir bekannten größeren Versuche[n], die Einwirkung seiner Daten und seiner wissenschaftlichen Tätigkeit auf den Wissenschaftler selbst zu bewerten“ gehören.

## Ausgaben
- Traurige Tropen. Aus dem Französischen von Suzanne Heintz. Kiepenheuer & Witsch, Köln / Berlin 1970.
- Traurige Tropen. Aus dem Französischen von Eva Moldenhauer. Suhrkamp, Frankfurt 1978, ISBN 3-518-57206-7.
- englische Übersetzung des Textes von John Russell, 1961